# Notalina parkeri
Notalina parkeri là một loài Trichoptera trong họ Leptoceridae. Chúng phân bố ở miền Australasia.